# Jardín botánico Viera y Clavijo
El Jardín Botánico Canario Viera y Clavijo, conocido también como Jardín Canario, se encuentra en Gran Canaria, Islas Canarias, nombrado en honor de José de Viera y Clavijo, naturalista canario del siglo XVIII, amigo del eminente botánico Cavanilles, y pionero de las Ciencias de la Naturaleza en el archipiélago. Está dedicado principalmente a las flores y plantas endémicas de las siete islas del Archipiélago Canario, incluyendo además especies de las islas que pertenecen a la zona llamada ‘Islas de la Macaronesia’, que comprende a las islas de Madeira, las Azores y Cabo Verde. Está gestionado por la Consejería de Medio Ambiente y Emergencias del Cabildo de Gran Canaria.

## Historia
El Jardín Botánico Viera y Clavijo fue fundado el año 1952 por Don Matías Vega Guerra, Presidente del Cabildo, que hizo realidad el sueño del botánico sueco Eric Sventenius, quien permaneció como director hasta su muerte en un accidente de tráfico en 1973. El propósito de su fundación era el de preservar y proteger la Flora endémica de las Islas Canarias. 

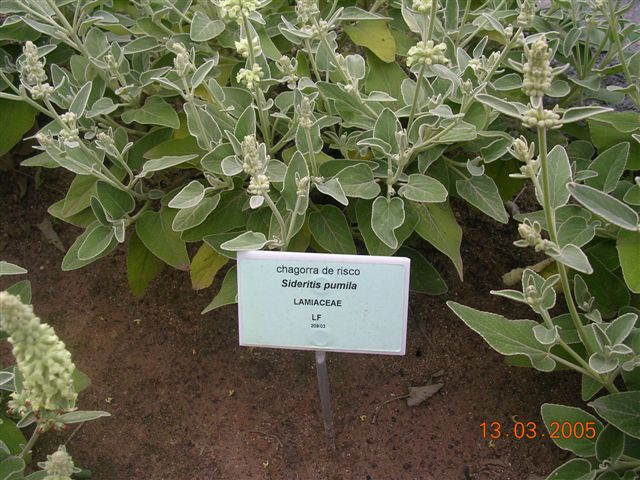
Sideritis pumila, nombre común "Chagorra de risco", de la familia Lamiaceae, planta canaria del Jardín Botánico Viera y Clavijo.

Sventenius contó con grandes colaboradores, entre los que destacan el Dr. Juan Nogales Hernández (ingeniero forestal), Don Fernando Navarro Valle (perito agrícola), Don José Alonso Socorro (capataz- jardinero mayor), Don Graciliano Morales Ramos (Consejero del Cabildo) o Don Jaime O'Shanahan Bravo de Laguna (perito agrícola), entre otros. 
En agosto de 1974, el Dr. David Bramwell fue nombrado por el presidente del Cabildo, Dr. Juan Pulido Castro, como segundo director del Jardín. Empieza así una nueva etapa en la que el Botánico se consolida como un Centro de conservación, investigación y educación ambiental. Se construyen nuevos laboratorios, un herbario y una biblioteca. También se construye un vivero en donde mantener las colecciones de plantas vivas. 

Aeonium palmense, nombre común "Bejeque tabaquero", de la familia Crassulaceae, planta canaria del Jardín Botánico Viera y Clavijo.

El Jardín Canario cumplió en el año 2012 su 60 Aniversario.
Actualmente las colecciones de plantas se han ido incrementado notablemente desde su fundación, con especímenes que proceden de todos los rincones del planeta. Además el Jardín se ha convertido en un lugar de gran importancia para reuniones internacionales y congresos, así como en un Centro de Investigación de la flora de las Islas. También es un lugar de conservación de las especies vegetales en peligro, y un modelo para la educación ambiental y la conservación de la flora endémica local.

## Localización
Se encuentra en la isla de Gran Canaria en el municipio de Las Palmas de Gran Canaria y muy cerca del municipio de Santa Brígida.
Con una extensión de 27 hectáreas (67 acres), el más grande de España, la mayoría del Botánico se encuentra en terrazas del costado del barranco de Guiniguada, y es cruzado por dos puentes históricos, en recuerdo de aquellos que existían de la ciudad de Las Palmas de Gran Canaria, el puente de Piedra y el puente de Palo (ya desaparecidos) con el que se alcanzan las zonas llanas. Senderos embaldosados conducen a las cuevas y cascadas que por aquí se hallan, siendo fáciles de transitar por las personas que no tengan problemas de movilidad.

## Colecciones
Situadas en terrazas y desarrollándose en su hábitat natural, cada especie posee su propia zona delimitada. Justo, una vez que hemos traspasado la entrada principal, nos encontramos algunos especímenes del bosque de laurisilva (árboles de laurel de bayas o "loros"), los cuales eran la cubierta forestal original de las islas en tiempos prehispánicos, pero que en la colonización, se destruyó completamente.

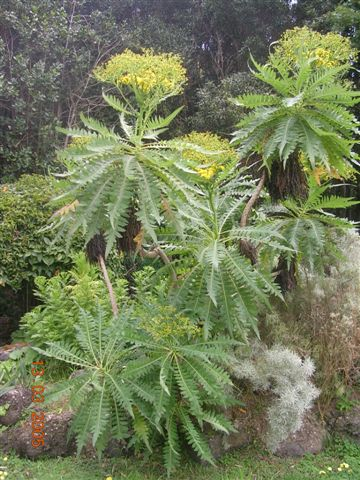
Sonchus palmensis, planta endémica canaria del jardín botánico Viera y Clavijo.

Entrando por el "Camino de los Dragos", se llega a la "Plaza de las Palmeras" donde se encuentra todas las especies de palmeras que se desarrollan en las islas del archipiélago. Entre otras especies también se encuentran especímenes de los pinos canarios, dragos, brezos, y más de 10 000 especies de suculentas de todo el mundo. De la flora de las islas se encuentran la mayoría de las especies en peligro de extinción de los casi 600 endemismos del archipiélago. 
Otra colección del parque es el ‘Jardín de las Islas’, en el que un prado central se encuentran diferentes especies que florecen en grupos, según de que isla sean originarios. 
El ‘Jardín Macaronésico Ornamental’, en donde se encuentran agrupadas las plantas en peligro de los Archipiélagos Macaronésicos.. 
El ‘Jardín Escondido’, es un invernadero pequeño con una gran concentración de humedad que reproduce un biotopo tropical. En el interior incluye una cueva de la que mana un chorro de agua. Aquí se encuentran juncos, papiros, bambúes, y varias especies de helechos. También se muestran una colección de bonsáis, realizados con plantas canarias, y alguna curiosidad como los naranjos y las plataneras enanas.
El ‘Jardín del Mundo’, se inauguró el 15 de diciembre del año 2002 por el presidente del Gobierno de Canarias, Román Rodríguez, como una de las conmemoraciones del 50 aniversario del Jardín Botánico Canario, inaugurándose igualmente en la Plaza de los Nenúfares una escultura de Ana Luisa Benítez como homenaje a Eric Ragnor Sventenius, su impulsor. En esta zona nueva del Jardín se incluyen cinco zonas diferentes correspondientes a cada uno de los continentes del planeta, con las especies más representativas de cada uno. También se incluye la zona de los lagos y la cascada con cierto aire de Jardín japonés. Bordeando los lagos se encuentran una serie de especies endémicas de las Islas Canarias que están en peligro de extinción o amenazadas.
En la zona central del Jardín, se construyó un monumento, la Fuente de los sabios, para rendir homenaje a aquellos naturalistas que contribuyeron con su trabajo a conocer la naturaleza y la flora canaria. La fuente de basalto y bronce está formada por una serie de medallones en donde están grabados los rostros de Bornmüller, Pitard, Bolle, Broussonet, Webb, Burchard, Christ, Smith, Berthelot y Masferrer, botánicos de los siglos XVIII y XIX.

## Equipamientos
El "Centro de Exposiciones". Aquí se encuentra la Exposición "El Drago de Gran Canaria y sus parientes", también se encuentra la réplica del despacho original del primer director del Jardín. Este Centro es el lugar de exposiciones temporales de pintura, escultura, y fotografía que tienen relación con el medio ambiente y con el Jardín. Este edificio fue diseñado por Sventenius. Enfrente del Edificio se encuentra la Plaza de los Nenúfares, y a la derecha "El Alpendre", construcción típica canaria que contiene utensilios que se han usado tradicionalmente en la agricultura canaria. 
"El Centro de Investigación y Gestión" que se encuentra en el punto más alto del Jardín Botánico, donde se sitúan los laboratorios, la biblioteca, el herbario, el banco de semillas y las oficinas de administración. El edificio principal, fue construido con cantería roja de Ayagaures en 1965, a este edificio al que se le conocía popularmente como la "Casa de Mister Pavillard" (médico y escritor, que fue su propietario) también alberga el departamento de Educación que se encarga de la elaboración de los programas didácticos del Jardín. 
En un edificio adyacente se encuentra "El Banco de Semillas Regional", que conserva a la temperatura adecuada las muestras de los endemismos de las Islas Canarias y de los Archipiélagos Macaronésicos que se encuentran en mayor peligro de extinción. Este banco es el único que existe en todo el Archipiélago Canario.

## Actividades
En los últimos años se han descubierto y clasificado un gran número de nuevas especies de plantas, sobre todo de la flora de las islas, lo que ha contribuido grandemente al conocimiento del patrimonio mundial.
En el Jardín Botánico Viera y Clavijo se desarrollan diferentes líneas de investigación, encaminadas al conocimiento científico de la Flora exclusiva del archipiélago (palinología, citogenética, corología, cultivos "in vitro", banco de germoplasma, biología reproductiva, biología molecular, etc). 
El centro edita la revista Botánica Macaronésica, donde se publican todos los trabajos de investigación que se generan en el Centro.

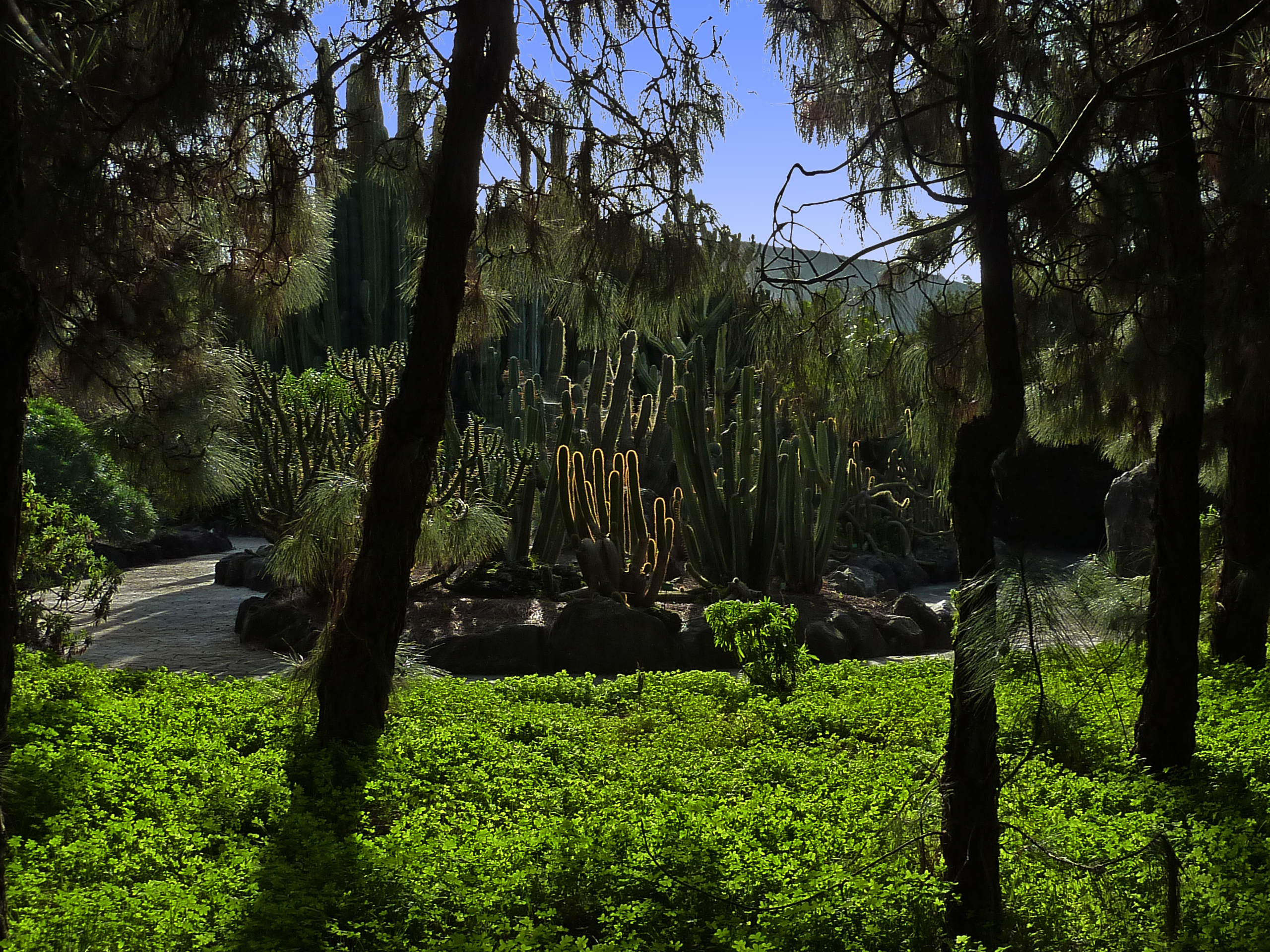
Cactus y euphorbias vistas desde el pinar
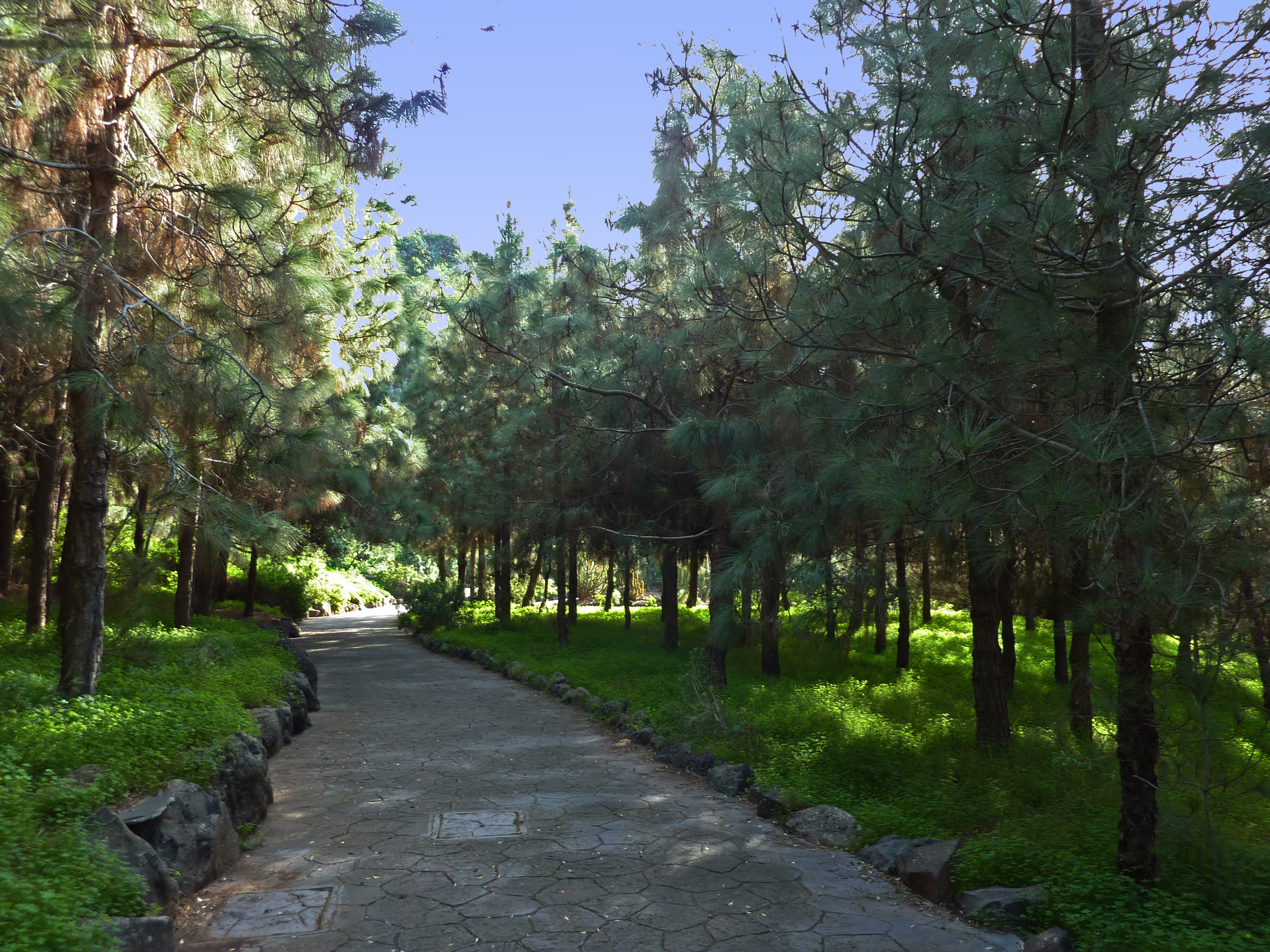
El pinar
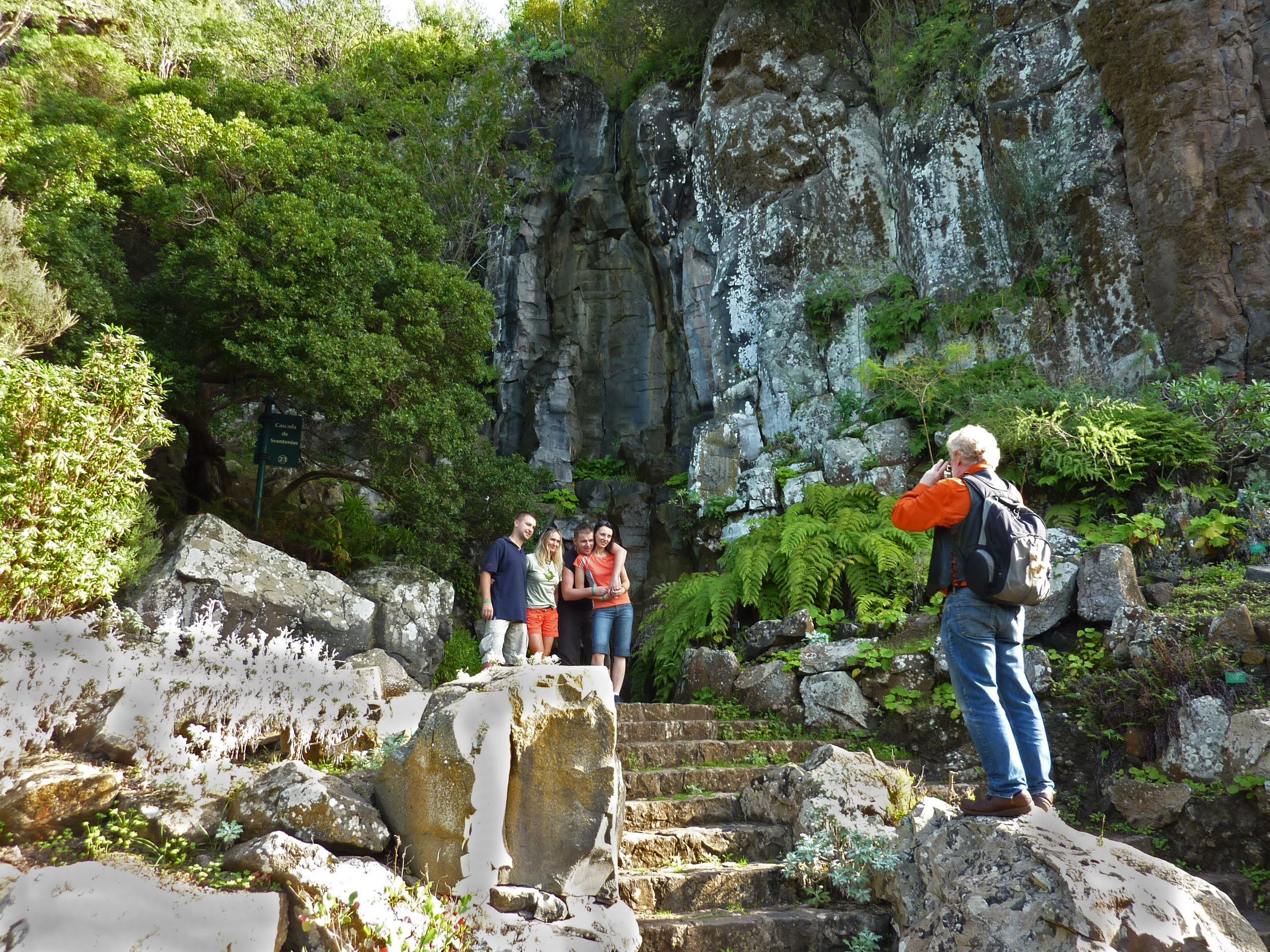
La cascada
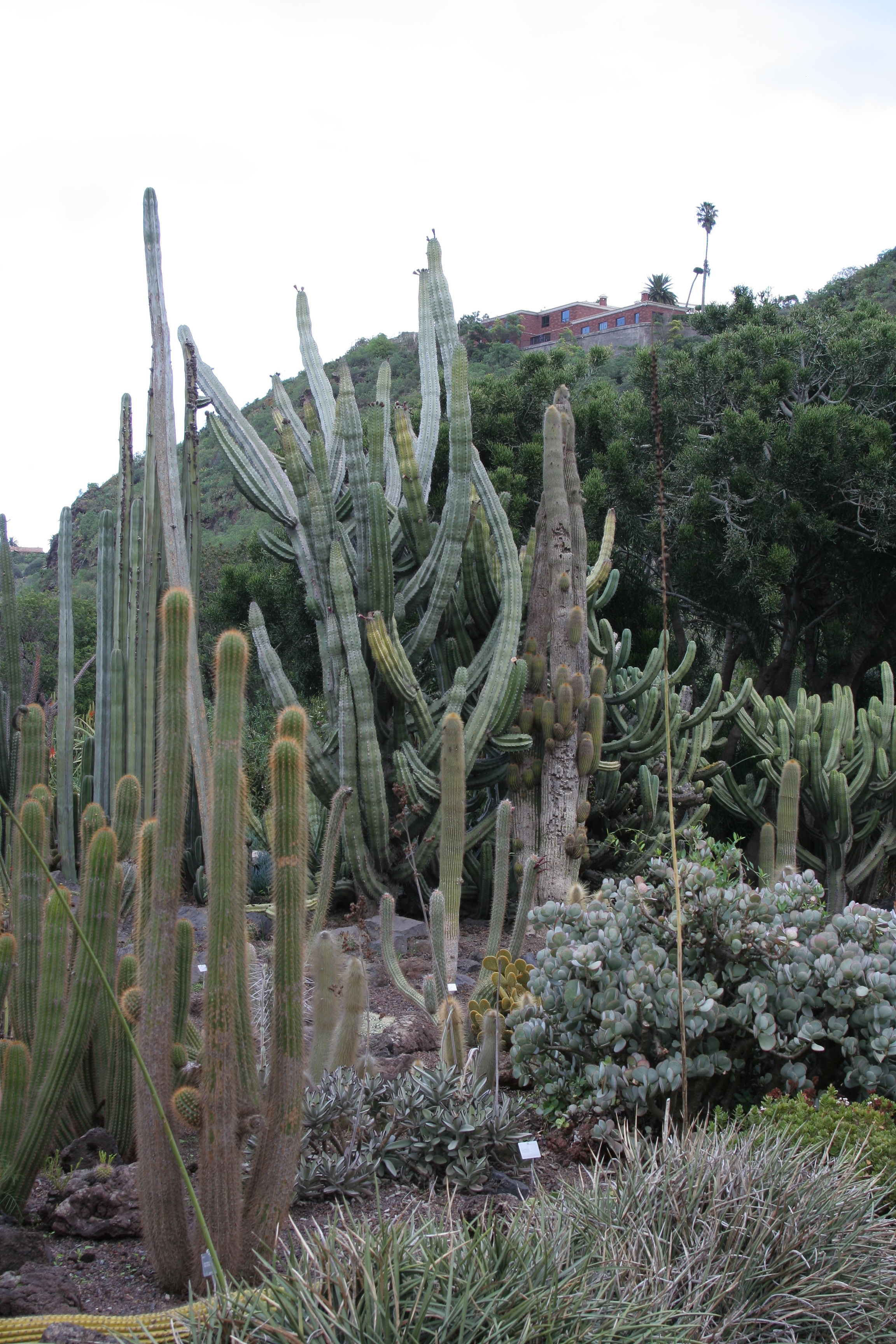
El jardín de cactus y suculentas
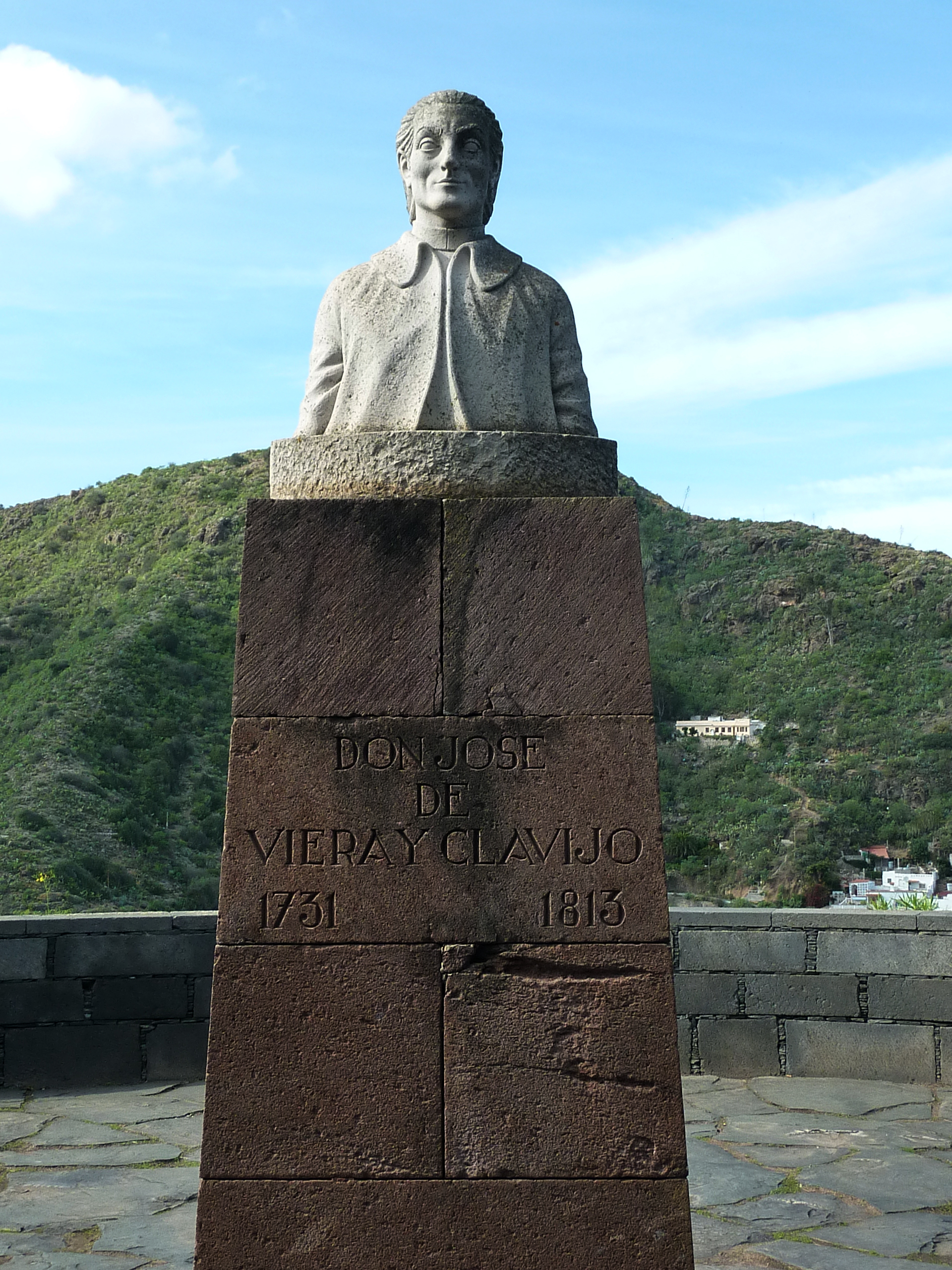
Busto de José de Viera y Clavijo
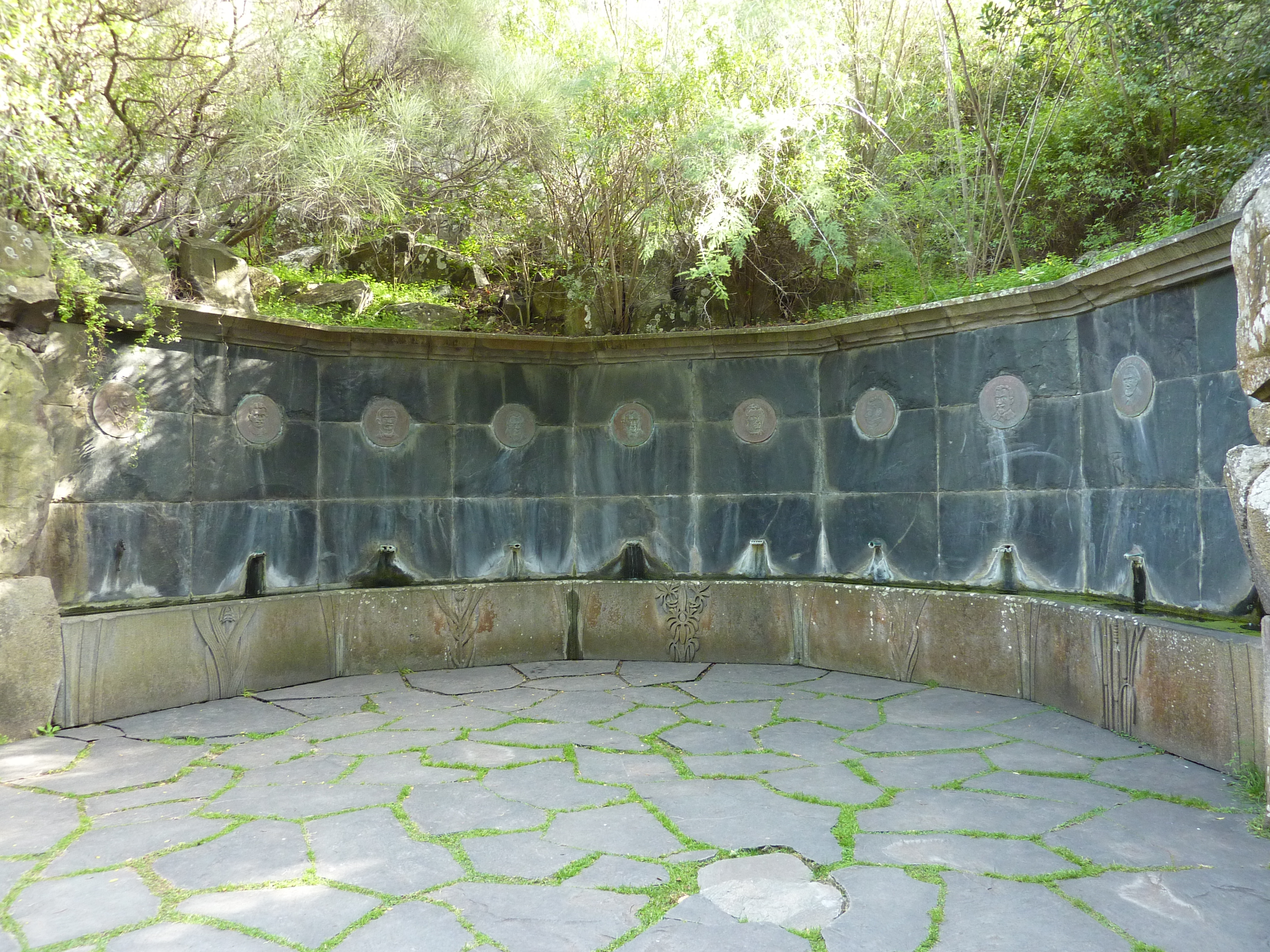
La Fuente de Los Sabios
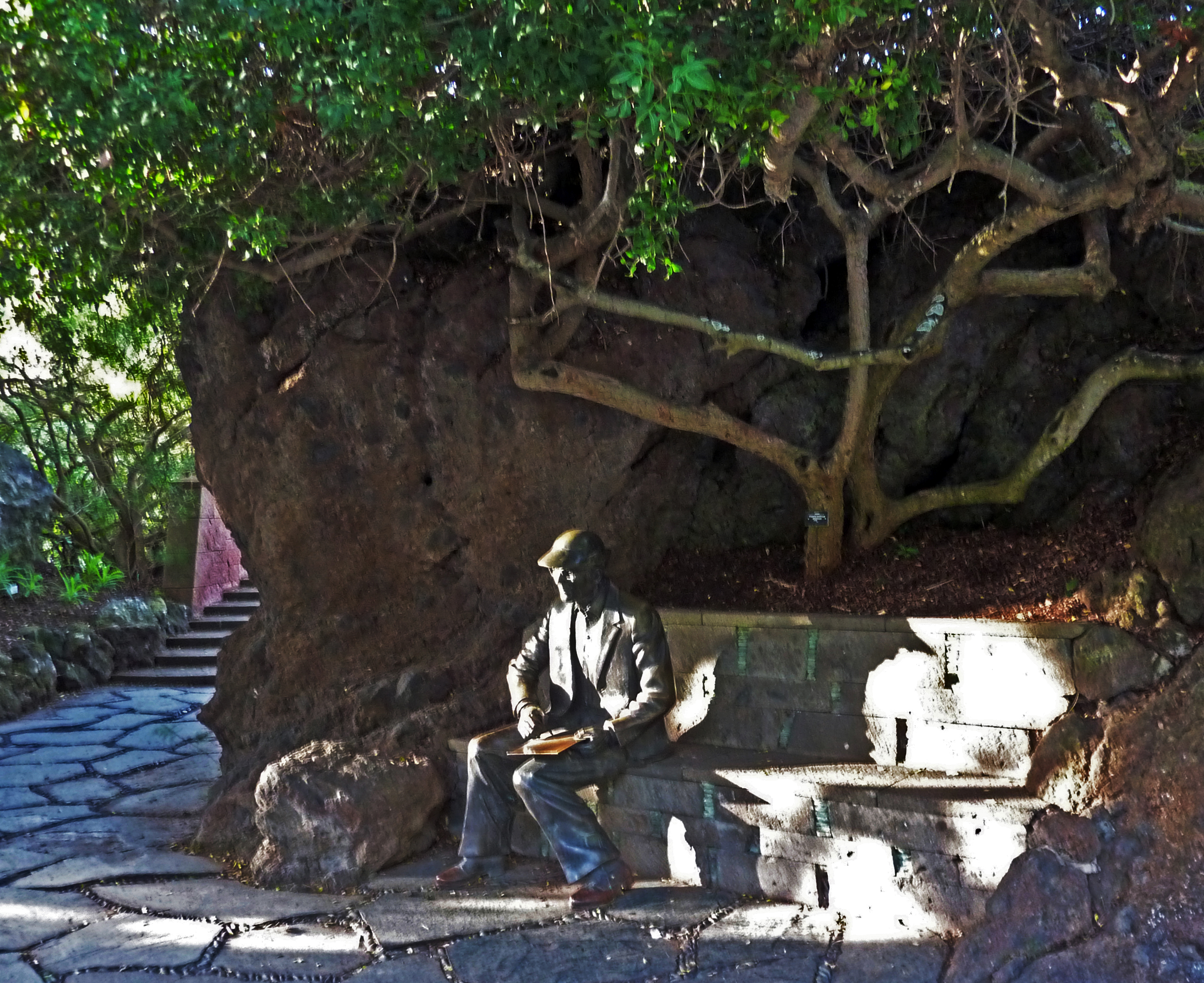
Estatua de Eric Sventenius